# Marianne Schoiswohl
Marianne Schoiswohl (* 18. Dezember 1956 in Wels; † 24. August 2009 in Wien) war eine österreichische Schriftstellerin, Malerin und Fotografin.

## Leben
Nach ihrer Ausbildung an der pädagogischen Akademie des Bundes Unterrichtstätigkeit von 1978 bis 2005. Sie besuchte die Sommerakademie in Millstatt und war von 1989 bis 1992 außerordentliche Hörerin für das Fach Bühnenbild am Mozarteum in Salzburg.
Von 1992 bis 1998 Leitung der Galerie Gmünd/Kärnten.
Seit dieser Zeit gibt sie Workshops und Kurse für zeitgenössische Kunst und die Praxis des Aktzeichnens. Zahlreiche Einzel- und Gemeinschaftsausstellungen in Galerien und Ausstellungshäusern in Österreich, Deutschland, Italien, Russland und Island. Auslandsaufenthalte (Baltikum, Ghana) und Einladungen zu Arbeitsaufenthalten nach Russland und Island folgen. Nach Beendigung der Lehrtätigkeit 2005 widmet sich Schoiswohl ganz der künstlerischen Tätigkeit. Es entstehen zahlreiche Zeichnungen und grafische Arbeiten sowie viele Bücher zu ihren eigenen Texten, die meisten davon im Eigenverlag. Marianne Schoiswohl war mehrfach Stipendiatin des Bundeskanzleramts der Republik Österreich. Sie erarbeitete viele eigene Ausstellungen, Lesungen und Performances und veröffentlichte zuletzt 2008 die CD Abschiede mit Leseliedern, gemeinsam mit dem Musiker sa!ke.
Marianne Schoiswohl ist im August 2009 nach kurzer, schwerer Krankheit gestorben. Sie hat vier Söhne.

## Werke

### Bücher (Auswahl)
- 2003 >but…fly<. Eigenverlag. Wien.
- 2005 Kachelofen gesucht!. Eigenverlag. Wien.
- 2007 Lieber Peter! Deine Anna. Eigenverlag. Wien.
- 2007 n/irgend/wo. Edition ausart. Wien. ISBN 978-3-901796-22-7

### Tonträger
- 2004 Busenpuppen und andere Tongeschichten. Texte: Marianne Schoiswohl, Musik: Andreas Luf.
- 2008 Abschiede. Texte: Marianne Schoiswohl, Musik: sa!ke. Bibliothek der Provinz. Weitra. ISBN 978-3-85252-975-2

### Veröffentlichungen
- 2004 Taste um die Ecke. Im Fluss. Schreibwerkstatt Petra Ganglbauer.[2]
- 2009 Jeder Frau ihr Haus! zum Internationalen Frauentag[3]

## Auszeichnungen
- 2002: „Frau des Jahres“ der Grünen Wien-Leopoldstadt[4]